# Xyloplax turnerae
Xyloplax turnerae é uma margarida-do-mar, membro da incomum classe de táxons marinhos pertencentes ao filo Echinodermata. Foi encontrado vivendo e se alimentando da decomposição de madeira naufragada numa trincheira oceânica profunda nas Bahamas.

## Descoberta
Uma nova espécie enigmática de equinodermo, Xyloplax medusiformis, foi descoberta no Pacífico Sul próximo à Nova Zelândia, e descrita pela primeira vez em 1986 por Baker, Rowe e Clark. A exploração de mares profundos com a ajuda de um veículo submersível levou a descoberta desta nova espécie de Xyloplax. Pedaços de madeira foram naufragados a uma profundidade de 2.066 metros em uma trincheira oceânica conhecia como língua do oceano, entre as ilhas Andros (Bahamas) e New Providence. Quando recuperados, renderam mais de duzentos exemplares de X. turneae. Outra espécie de Xyloplax foi descoberta de maneira similar no Pacífico Nordeste, a Xyloplax janetae.